# Münchner Lach- und Schießgesellschaft

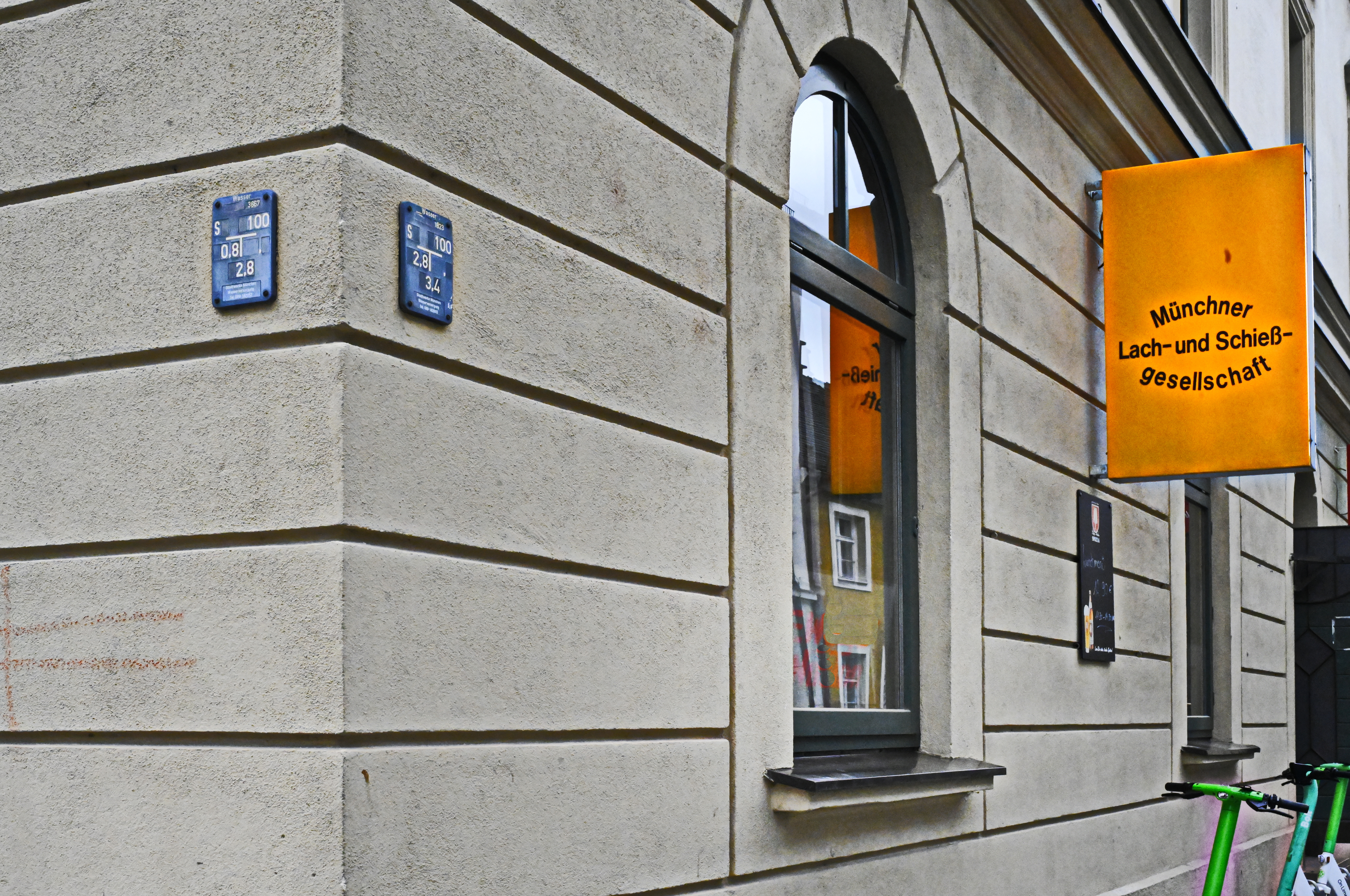
Lach- und Schießgesellschaft (2025)

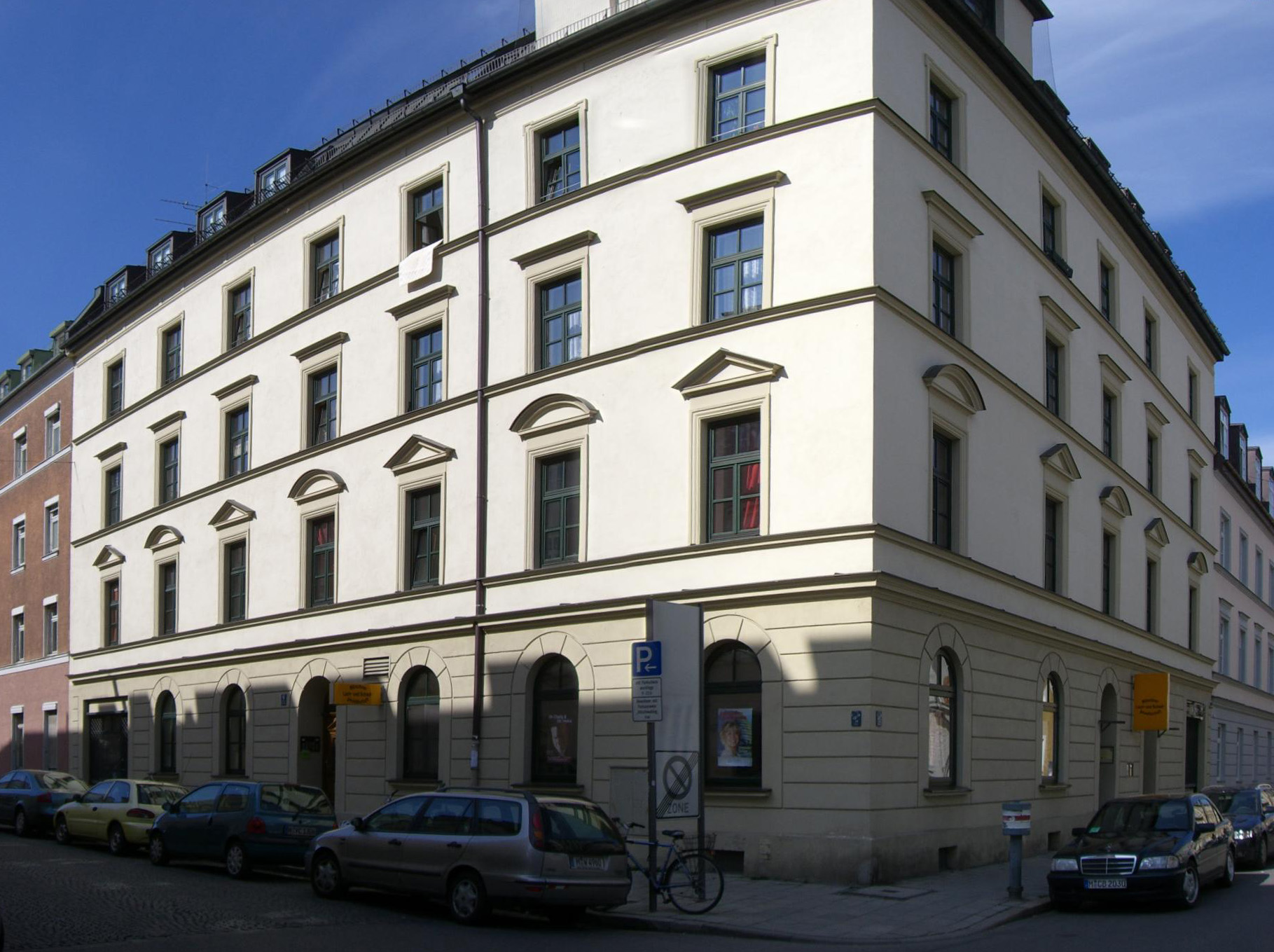
Münchner Lach- und Schießgesellschaft an der Ursulastraße 9

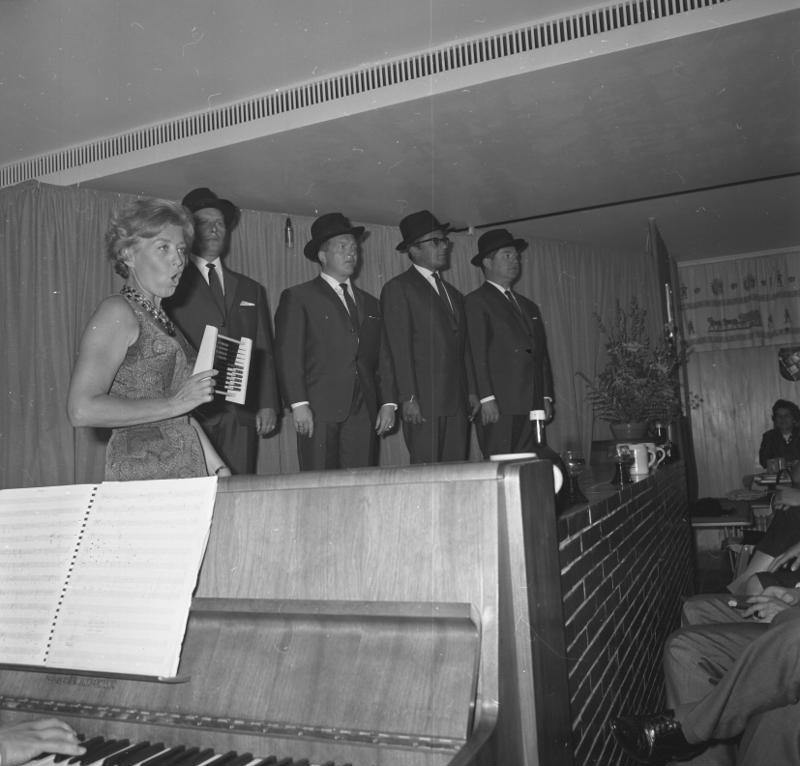
Die Münchner Lach- und Schießgesellschaft 1964 (v. l. n. r.: Ursula Noack, Jürgen Scheller, Hans Jürgen Diedrich, Dieter Hildebrandt, Klaus Havenstein)

Die Münchner Lach- und Schießgesellschaft, auch die Lach und Schieß, wurde als politisches Kabarett 1956 vom Journalisten Sammy Drechsel und Dieter Hildebrandt gegründet. Sammy Drechsel war bis zu seinem Tod 1986 Leiter und Regisseur des Kabaretts. Zusammen mit Dieter Hildebrandt und Klaus Peter Schreiner schrieb er auch rund 80 Prozent der Texte. Die musikalische Leitung hatte Walter Kabel inne, der auch komponierte. Im Februar 2023 wurde aufgrund einer finanziellen Schieflage der Betrieb eingestellt.
Am 21. März 2023 wurde das vorläufige Insolvenzverfahren eingeleitet, dem schon bald ein Neustart folgte – mit dem jüngsten Ensemble in der Interims-Spielstätte „Spiegelsaal des Deutschen Theaters“. Der Spielbetrieb in der Ursulastraße 9 wurde am 11. November 2024 unter dem Motto „Der Laden läuft wieder“ aufgenommen.

## Geschichte

### Vorgeschichte
Dieter Hildebrandt zeigte im Februar 1952 anlässlich eines Faschingsfestes der Theaterwissenschaftler an der Universität München zusammen mit seinen Kommilitonen Gerd Potyka, Klaus Peter Schreiner und Guido Weber im Schwabinger Kellerlokal Alte Laterne ein improvisiertes Programm mit Sketchen. Der Erfolg beim Publikum hatte zur Folge, dass die Wirtin die Studenten einlud, zweimal pro Woche gegen Freibier und warmes Abendessen aufzutreten.
Eine gute Woche später, am 25. Februar 1952, fand das offizielle Debüt des Kabaretts Die Namenlosen mit dem lakonischen Titel Ihr erstes Programm statt. Auch nach dem Fest blieb die Truppe zusammen. Das zweite Programm trug den Namen Es ist so schön, privat zu sein und beschäftigte sich mit der Wiederbewaffnungsdebatte. Die Truppe gastierte damit im Juli 1955 täglich im Café Freilinger in der Leopoldstraße.

### Seit der Gründung
Sportreporter Sammy Drechsel vermittelte schließlich das Schwabinger Lokal Das Stachelschwein von Fred Kassen in der Ursulastraße als dauerhaften Auftrittsort. Ab dem dritten Programm Die Nullen sind unter uns, das am 3. November 1955 Premiere hatte, übernahm Drechsel die Regiearbeit. Im Spätsommer 1956 machten sich Hildebrandts Kollegen selbständig. Die Namenlosen wurden nun von Drechsel und Hildebrandt 1956 zur Münchner Lach- und Schießgesellschaft weiterentwickelt. Der Name entstand nach einer Idee von Oliver Hassencamp als Paragramm auf die 1902 gegründete Nachtwächterfirma Münchner Wach- und Schließgesellschaft.
Drechsel gelang es, zusätzlich zu Hildebrandt drei bereits profilierte Kabarettisten für das Projekt zu gewinnen. Die Erstbesetzung der Münchner Lach- und Schießgesellschaft bestand aus Ursula Herking, Klaus Havenstein (beide von der Kleinen Freiheit), Hans Jürgen Diedrich (von den Amnestierten) und Dieter Hildebrandt. Das erste dreistündige Programm Denn sie müssen nicht, was sie tun hatte am 12. Dezember 1956 in dem überfüllten Lokal Premiere und wurde von der ARD im März 1957 ausgestrahlt. Themen waren unter anderem der Betrieb in einem Managerbüro und in einer Werbeagentur. Von da an gehörte eine jährliche Ausstrahlung der aktuellen Kabarettprogramme zum Sendeschema der ARD, am Silvesterabend unter dem Titel Schimpf vor 12.
Schon 1958 kam Ursula Noack zum Ensemble, ging aber noch nicht mit auf Tournee. Im Folgejahr löste sie Ursula Herking ab. Weitere bekannte Kabarettisten der Münchner Lach- und Schießgesellschaft waren Jürgen Scheller (von 1962 bis 1972), Horst Jüssen (von 1969 bis 1972) und Achim Strietzel (von 1970 bis 1972).
Im Rahmen des Programms wurde in den 1960er Jahren der FC Schmiere gegründet, in dem die Kabarettisten mit ihren Gästen auftraten. 1972 ging das Ensemble auseinander und es kam zu einem Bruch. Erst 1976 wurde die Münchner Lach- und Schießgesellschaft auf Drängen von Dieter Hildebrandt neu gegründet und führte die Aufführungen in der alten Kabaretttradition fort. Hildebrandt blieb dem Kabarett verbunden und schrieb bis 1980 mit anderen wie beispielsweise Klaus Peter Schreiner und Werner Schneyder die Texte. Nach Sammy Drechsels Tod arbeitete seine Witwe Irene Koss in den 1980er Jahren hinter den Kulissen mit, indem sie oft an der Kasse saß und das Ensemble umsorgte. Sie baute bis zu ihrem Tod im Jahre 1996 auch ein Text- und Bildarchiv der Lach- und Schießgesellschaft mit allen alten und neuen Programmen auf.
Die Lach- & Schieß Betriebsgesellschaft mbH wurde mit Gesellschaftsvertrag vom 6. November 2000 in der Rechtsform einer Gesellschaft mit beschränkter Haftung gegründet. Gesellschafter waren über längere Zeit Bruno Jonas, Till Hofmann (bis 2021) und Wolfgang Nöth (bis zu seinem Tod 2021); nach Nöths Tod erbte seine Tochter Laila Nöth dessen Gesellschafteranteile. (genauere Angaben stehen in Bruno Jonas#Die späten Jahre).

### Seit 2010
2010 bestand das Ensemble aus Beatrix Doderer, Ecco Meineke und Severin Groebner. Danach wurde 2011 das feste Ensemble abgeschafft und das Haus nicht mehr nur neben den eigenen Vorstellungen, sondern durchgehend mit Gastauftritten anderer Kabarettisten und Komiker bespielt.
Ab Oktober 2015 gab es mit Caroline Ebner, Norbert Bürger, Sebastian Rüger und Frank Smilgies wieder ein festes Ensemble, das mit dem 50. Programm der Lach und Schieß Premiere feierte.
Im Juni 2020 stellte sich ein neues Ensemble mit Christl Sittenauer, Sebastian Fritz und Frank Klötgen vor, das für Oktober 2020 ein erstes Programm erarbeitete.
2022 wurde auf Initiative des Kabarettisten Bruno Jonas unter der Leitung des Germanisten Friedrich Vollhardt und der Schirmherrschaft der Lach und Schieß und der Ludwig-Maximilians-Universität München der Zentralrat des deutschen Humors ins Leben gerufen. Er organisiert ein Mal im Jahr in München ein Symposium, um international den allgemeinen Zustand des Humors zu untersuchen.

### Insolvenz und Neustart

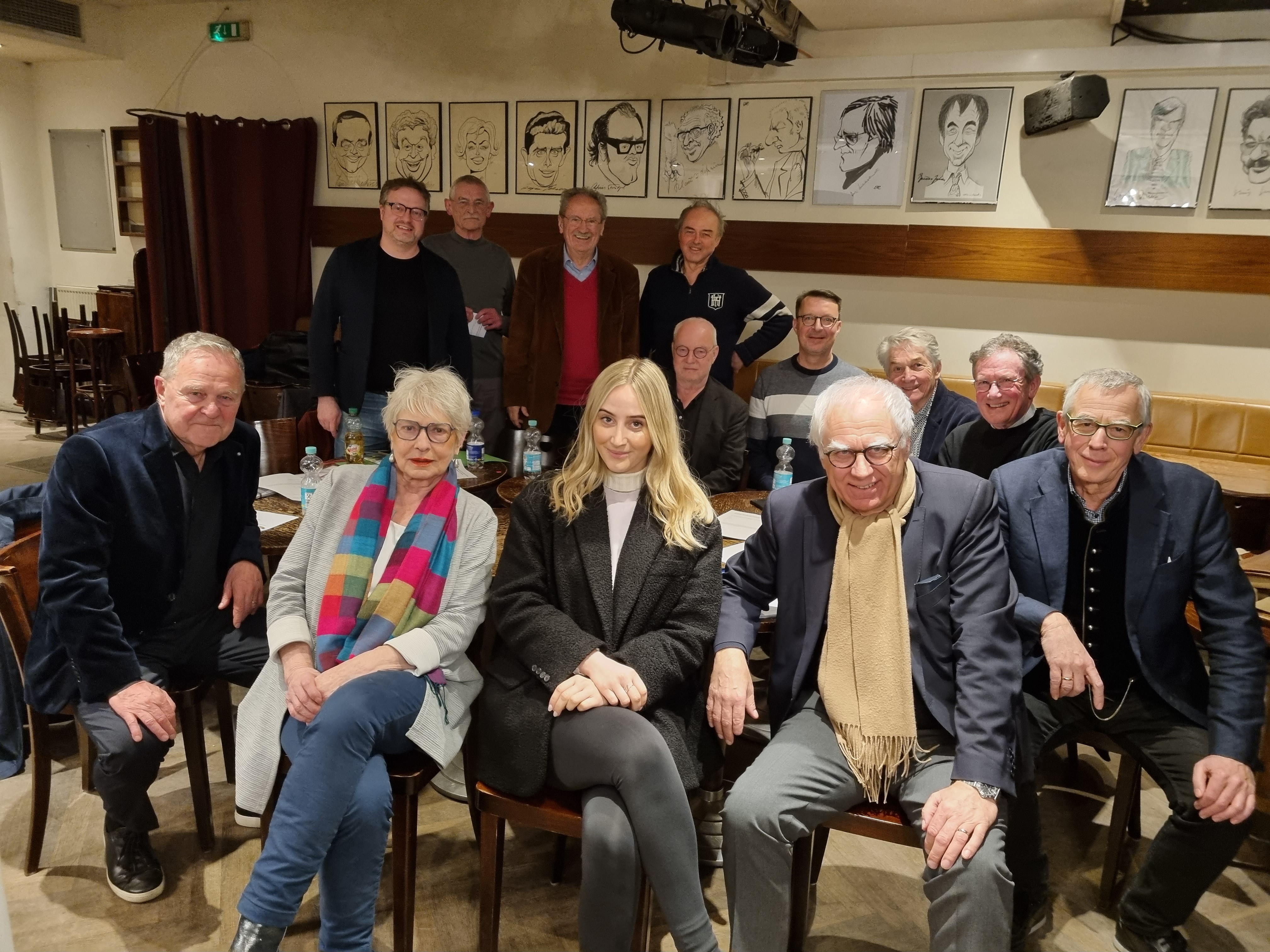
Gründungsmitglieder des Vereins „Die Laden-Hüter“ am 31. März 2023

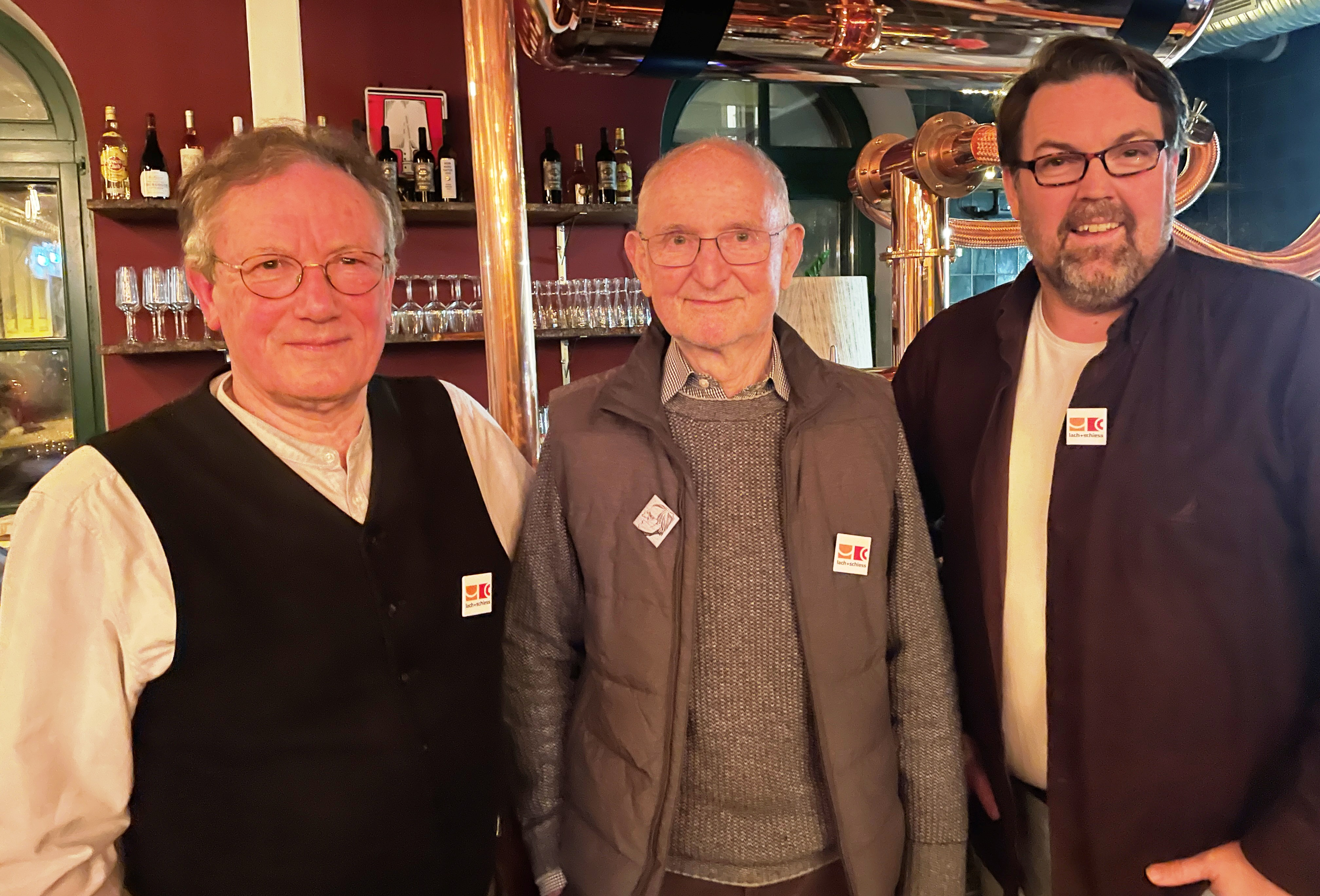
Die Geschäftsführung der lachundschiess veranstaltungs-gmbh (v. l. n. r.): Dr. Ulrich Spandau, Axel Markwardt, André Hartmann

Nach langwierigen, oft auch öffentlich ausgetragenen Kontroversen im Gesellschafterkreis sowie in der Geschäftsführung wurde von der Mehrheit der Gesellschafter Insolvenz angemeldet. Am 31. März 2023 wurde in den Räumen der Lach- und Schieß der Förderverein „Die Laden-Hüter“ mit Christian Ude als Vorsitzendem gegründet mit dem Ziel, den „Laden“ dauerhaft als Kabarett und Schwabinger Kultur-Ort zu erhalten. Daneben gründeten Christian Schulz, Uli Spandau und Christian Ude die neue „LachundSchieß“, der es gelang, die Namensrechte und weitere Vermögenswerte der alten Lach- und Schießgesellschaft im Insolvenzverfahren zu erwerben. Zum 10. Todestag von Dieter Hildebrandt am 20. November 2023 erinnerten die Laden-Hüter mit Renate Hildebrandt, Bruno Jonas und weiteren Kollegen Dieter Hildebrandts an dessen Lebenswerk und die Bedeutung der Schwabinger Kabarettbühne.

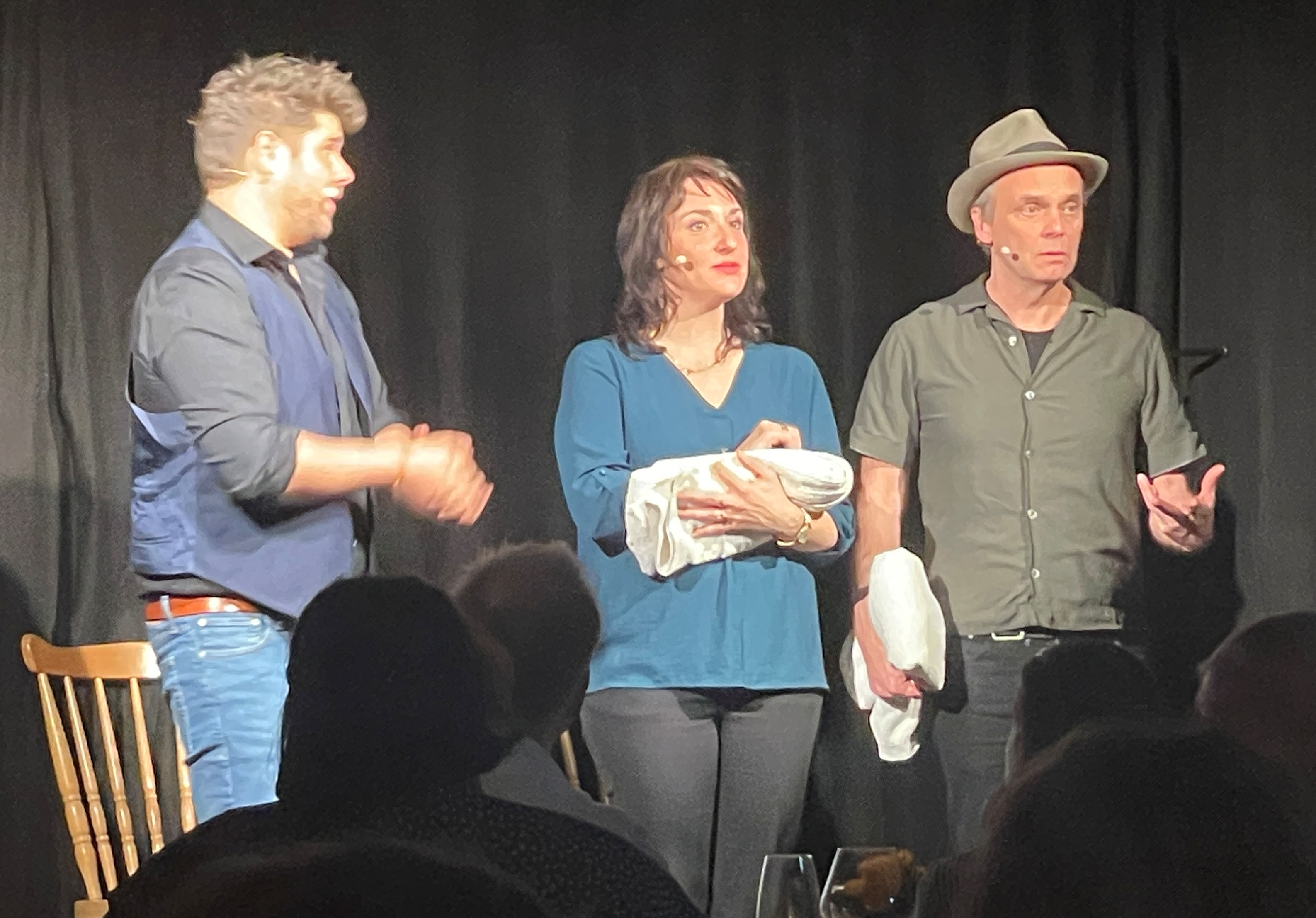
Das Ensemble der Münchner Lach- und Schießgesellschaft 2025 (v. l. n. r.): Sebastian Fritz, Christl Sittenauer, Frank Klötgen

Seit Januar 2024 trat das Ensemble Christl Sittenauer, Sebastian Fritz und Frank Klötgen im Silbersaal des Deutschen Theaters als Interimsspielstätte mit seinem neuen Programm Abgespeckt wieder regelmäßig auf, was von Ulrich Spandau sowie den Laden-Hütern finanziell ermöglicht wurde.
Die neue lachundschiess veranstaltungs-gmbh hat sich zum Ziel gesetzt, den politischen und kritischen Geist der Münchner Lach- und Schießgesellschaft von Sammy Drechsel und Dieter Hildebrandt zu erhalten und weiterzuentwickeln. Geschäftsführer sind Axel Markwardt und Dr. Ulrich Spandau, Künstlerischer Leiter ist André Hartmann.
Das Ensemble der Münchner Lach- und Schießgesellschaft tritt in ihrem Stammhaus, im Silbersaal des Deutschen Theaters und in der Drehleier in München-Haidhausen sowie auf Tournee im deutschsprachigen Raum auf.
Der „Laden“ in der Ursulastraße 9 in Schwabing wurde von den Gastronomen Mariana und Christian Entleitner saniert und als Restaurant neu eingerichtet; so kann die Gaststätte neben den Abendveranstaltungen auch tagsüber besucht werden.

## Bekannte Kabarettisten
Es spielten in der Münchner Lach- und Schießgesellschaft unter anderem:
- Rainer Basedow (von 1976 bis 1995)
- Veronika Faber (von 1976 bis 1980)
- Bernd Stephan (von 1976 bis 1980)
- Kurt Weinzierl (von 1976 bis 1980)
- Jochen Busse (von 1980 bis 1990)
- Bruno Jonas (von 1981 bis 1984)
- Sibylle Nicolai (von 1983 bis 1984)
- Renate Küster (von 1985 bis 1990)
- Henning Venske (von 1985 bis 1993)
- Hans-Jürgen Silbermann (von 1991 bis 1999)
- Simone Solga (von 1995 bis 2000)
- Andreas Rebers (von 1997 bis 1999)
- Holger Paetz (von 2002 bis 2003)
- Viola von der Burg (von 2002 bis 2003)
- Michael Altinger (von 2002 bis 2003)
- Uli Bauer (von 2002 bis 2003)
- Sonja Kling (von 2003 bis 2010)
- Thomas Wenke (von 2003 bis 2010)

- Hans-Günther Pölitz (von 1994 bis 1995)
- Christl Sittenauer (seit 2021)
- Frank Klötgen (seit 2021)
- Sebastian Fritz (seit 2021)

## Auszeichnungen
- 1963: Schwabinger Kunstpreis
- 1996: Schweizer Kabarett-Preis Cornichon[10]

## Produktion

### Fernsehliveproduktionen
Berlin ist einen Freiplatz wert, Die Stachelschweine und die Münchner Lach- und Schießgesellschaft gemeinsam. Jeweils als Auftaktsendung zur Fernseh-Lotterie „Ein Platz an der Sonne“ an einem Samstagabend. Eine Jochen-Richert-Produktion des Norddeutschen Rundfunks in Zusammenarbeit mit dem Sender Freies Berlin und dem Orchester Hugo Strasser für das Hilfswerk Berlin.
Sendung am 3. September 1961
Sendung am 9. September 1962
Sendung am 7. September 1963
Sendung am 5. September 1964
Sendung am 2. September 1967

### DVD
- Die Lach- & Schiessgesellschaft – 3 komplette Programme 1956–1972, München 2007, 3 DVD, Film 101
- Hinter keinen Kulissen – Ausschnitte und Filmdokumente aus sechs Jahrzehnten, München 2009, Film 101

### Hörbücher
- Die Polka-Krise, 2004, ISBN 3-931780-36-8.
- Deutsch mit Schuss, 2004, ISBN 3-931780-62-7.
- Das vertanzt sich, 2004, ISBN 3-931780-49-X.

### Filme
- 1960: Tour de Trance
- 1960: Sturm im Wasserglas
- 1960: Lampenfieber
- 1961: Wähl den, der lügt
- 1962: Überleben Sie mal
- 1962: Streichquartett
- 1963: Halt die Presse
- 1964: Krisen-Slalom
- 1966: Zwei Girls vom roten Stern
- 1967: Die Spaßvögel

### Videos
- Halt die Presse, Produktion: 1963, erschienen 1999
- Krisenslalom, Produktion: 1963, erschienen 1999
- Schimpf vor 12, Produktion: 1962, erschienen 1999

## Archiv
Das Archiv der Lach- und Schießgesellschaft liegt im Literaturarchiv der Monacensia im Hildebrandhaus.